# Giovanni Scanu
Giovanni Scanu (Nuoro, 3 maggio 1975) è un allenatore di calcio italiano.

## Carriera
Dopo aver iniziato la sua carriera da allenatore nella scuola calcio del Santu Pedru,ha continuato nelle serie minori italiane. Ha allenato nella prima divisione nigeriana, in quella lituana, in quella bengalese ed in quella moldava, oltre che nella terza divisione brasiliana ed in quella ungherese.Nel gennaio 2017 allena il Siniscola in Promozione .
Nel 2021 diventa il primo allenatore italiano in Tanzania, sedendosi sulla panchina del Kilimani City. Lascia poi l'incarico alla fine della stagione, rifiutando al contempo l'offerta per diventare commissario tecnico della nazionale di Zanzibar. Nel 2022 allena il New City Fc.